# 고카
고카(弘化, こうか)는 일본의 연호(元号) 중 하나이다.
- 전후 : 덴포(天保) 이후 - 가에이(嘉永) 이전.
- 시기 : 1845년 ~ 1848년
- 천황 : 닌코 천황, 고메이 천황
- 쇼군 : 에도 막부의 도쿠가와 이에요시

## 개원(改元)
- 덴포 15년 12월 2일(1845년 1월 9일), 에도 성 화재 등 재난을 이유로 개원.
- 고카 5년 2월 28일(1848년 4월 1일), 가에이로 개원된다.

## 출전
스가하라 다메사다의 감문(勘文)에서 : 「書曰、弐公弘化、寅亮天地、晋書曰、昌聖徳格于皇天、威霊被于八表、弘化已煕、六合清泰」.

## 서력과의 대조표
| 고카 | 원년   | 2년    | 3년    | 4년    | 5년    |
| ---- | ------ | ------ | ------ | ------ | ------ |
| 서력 | 1844년 | 1845년 | 1846년 | 1847년 | 1848년 |
| 간지 | 갑진   | 을사   | 병오   | 정미   | 무신   |

## 같이 보기
- 일본의 연호 일람

| 이전 덴포 | 일본의 연호 1844년 ~ 1848년 | 다음 가에이 |